# Bohdan Makuts
Bohdan Makuts (né le 4 avril 1960 à Lviv) est un gymnaste soviétique de nationalité ukrainienne.
Il remporte le titre olympique lors des Jeux de 1980 à Moscou.